# Séisme de 2017 en mer Égée
Le séisme de 2017 en mer Égée frappe les îles grecques du Sud-Est de la mer Égée et la côte turque dans la région de Bodrum le 21 juillet 2017 à 1 h 31 (UTC+03:00).
Une magnitude de 6,6 est enregistrée ainsi qu'un petit tsunami de 70 cm.

## Victimes
Sur l'île grecque de Kos, le séisme provoque la mort de deux touristes, respectivement suédois et turque et blesse 120 personnes dont cinq gravement,,. Selon le ministre turc de la santé Ahmet Demircan (tr), le 21 juillet « plus de 350 personnes, dont 25 sont toujours hospitalisées, ont reçu des soins dans la station balnéaire turque de Bodrum après le séisme » et « parmi elles, 272 ont été transportées à l'hôpital par ambulance et les autres s'y sont rendues par leurs propres moyens » mais qu'« aucun n'est dans un état grave »,. 
| Pays d'origine | Morts | Blessés                                       | Total | Réf. |
| -------------- | ----- | --------------------------------------------- | ----- | ---- |
| Suède          | 1     | –                                             | 1     | ,    |
| Turquie        | 1     | –                                             | 1     | ,    |
| Inconnu        | –     | 120 dont 5 graves (en Grèce) 358 (en Turquie) |       | ,    |
| Total          | 2     | 478 dont 5 graves                             | –     |      |

## Dégâts matériels
Selon le ministère de l'Europe et des Affaires étrangères français, « certaines infrastructures ont subi des dégâts importants » : « le port de Kos a été endommagé et n'est plus accessible aux ferries » mais « l'aéroport de l’île fonctionne ».

## Controverses
Lors du séisme et des tremblements de terre en Turquie même, le maire d'Ankara, Melih Gökçek désigne un navire de prospection sismique marine au large de la Turquie comme étant suspecté de l'avoir provoqué comme une arme sismique.

## Galerie d'images

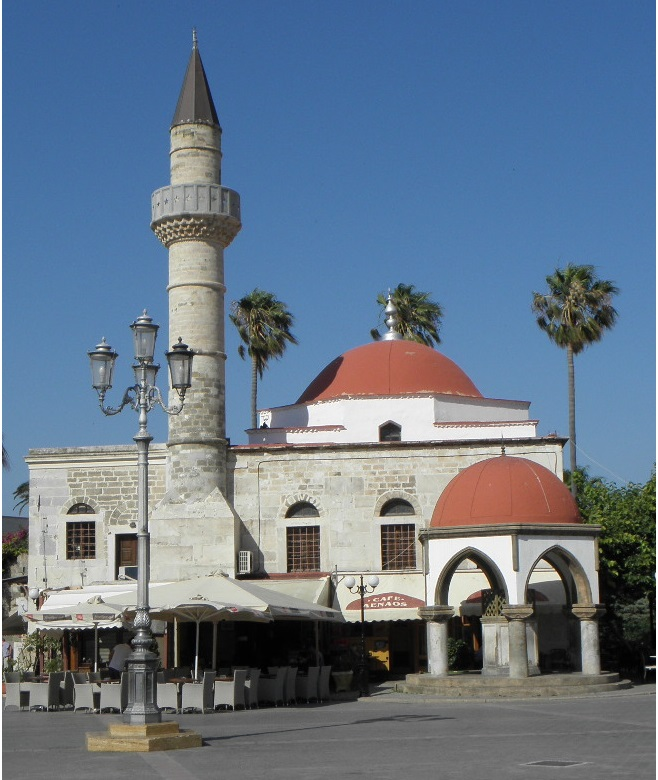
La mosquée de Defterdar à Kos en 2011
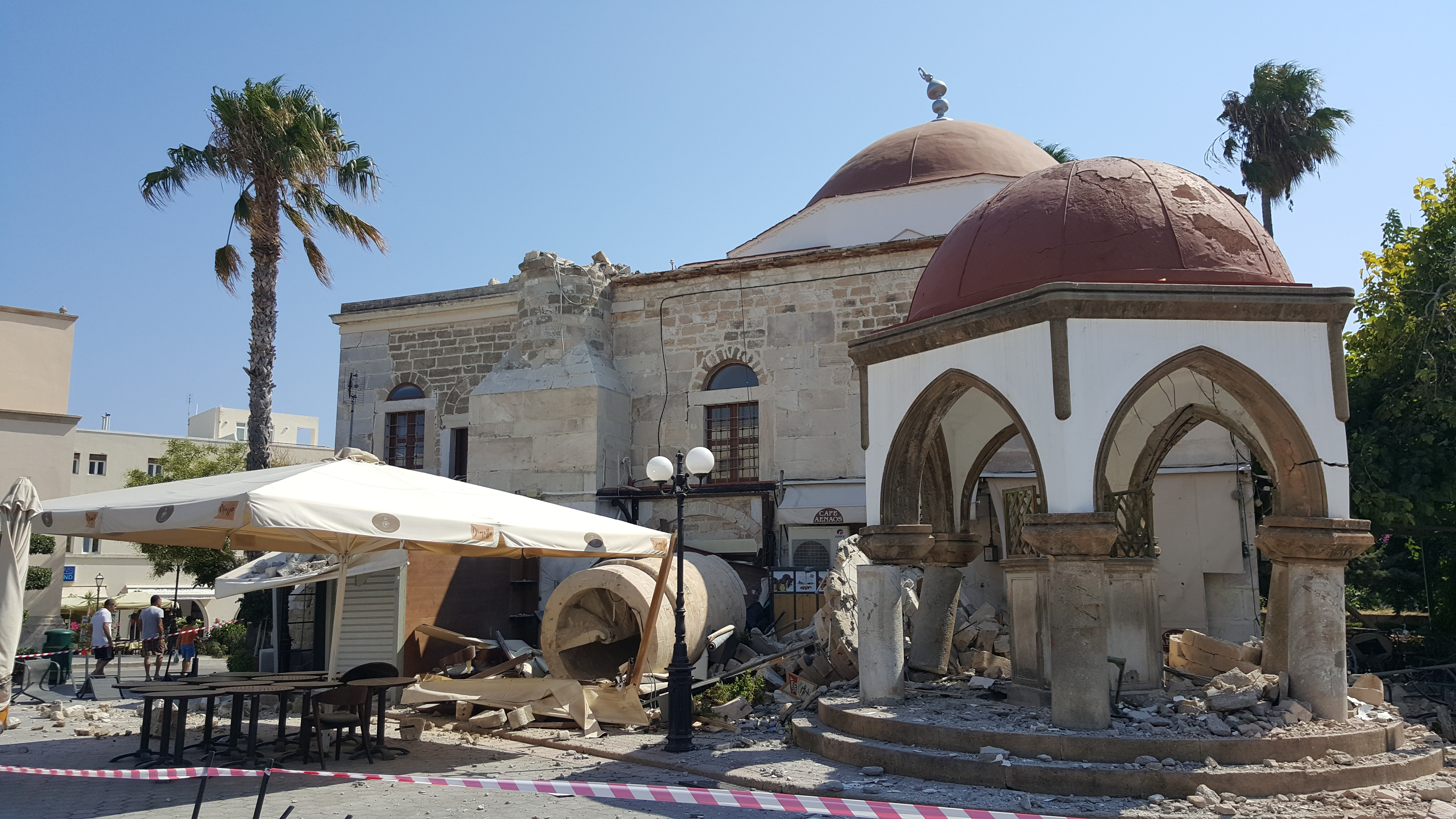
La mosquée après le séisme.
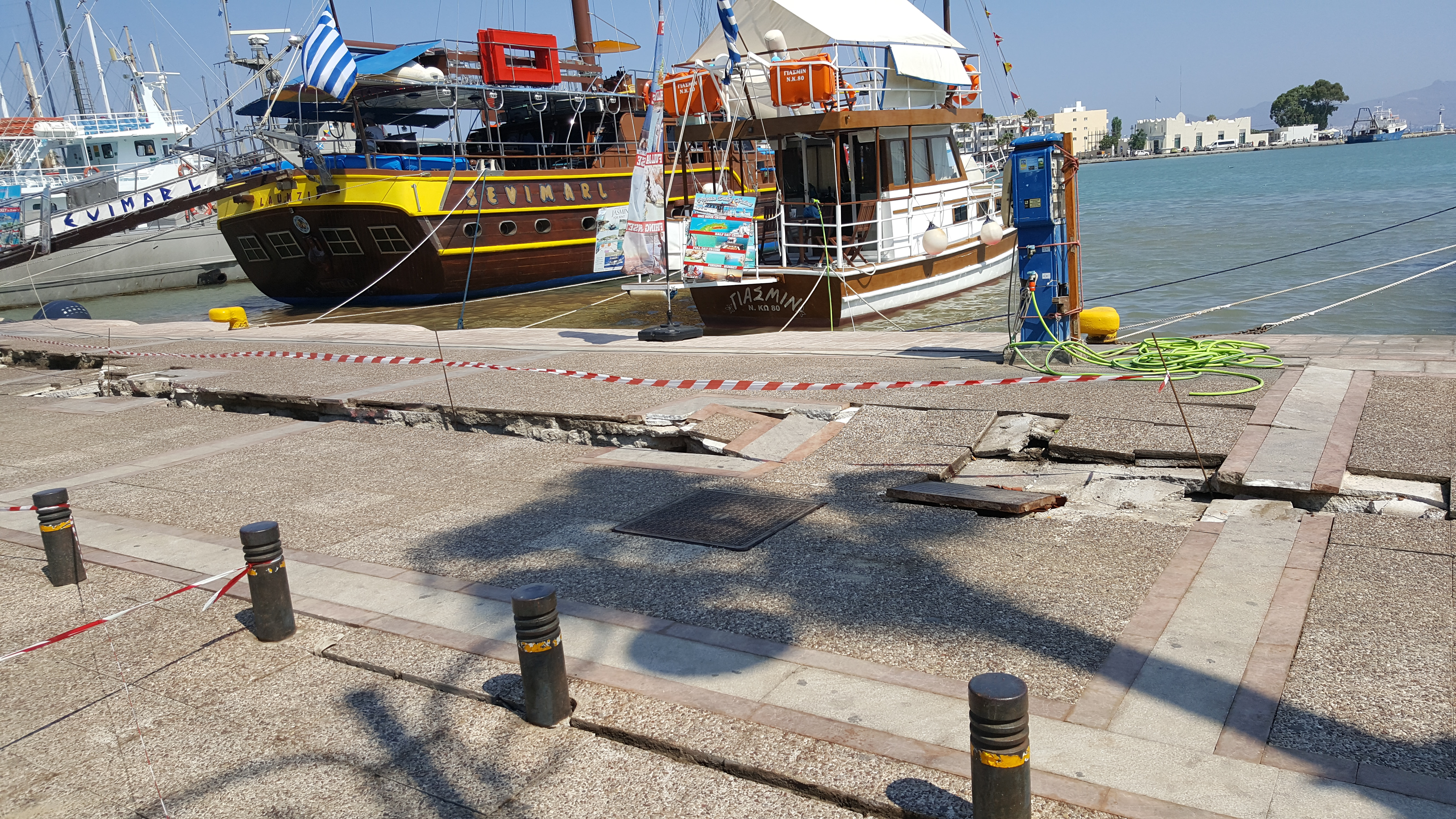
Dégâts sur le port de Kos
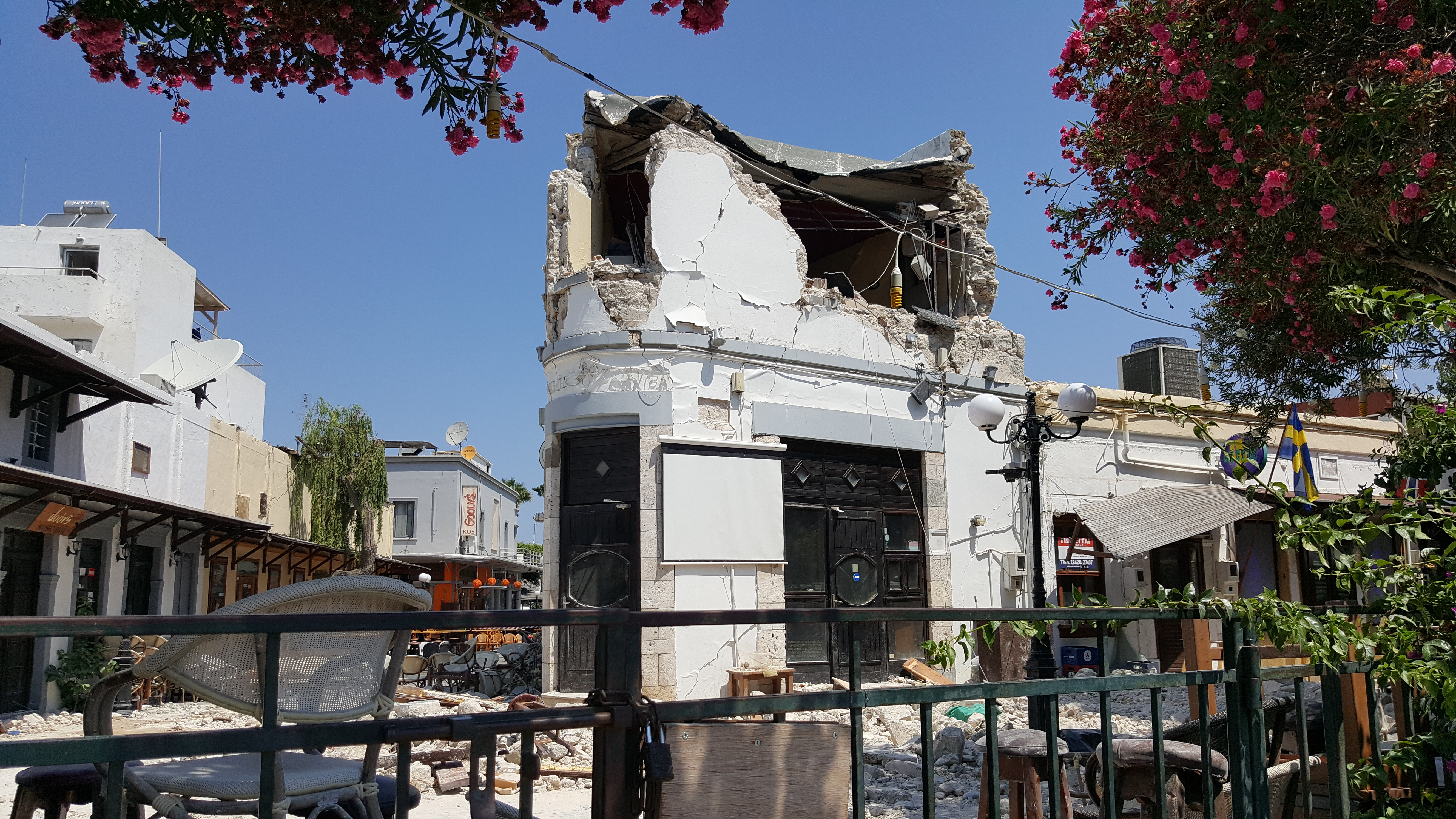
Bâtiment effondré à Kos